# Latinská měnová unie

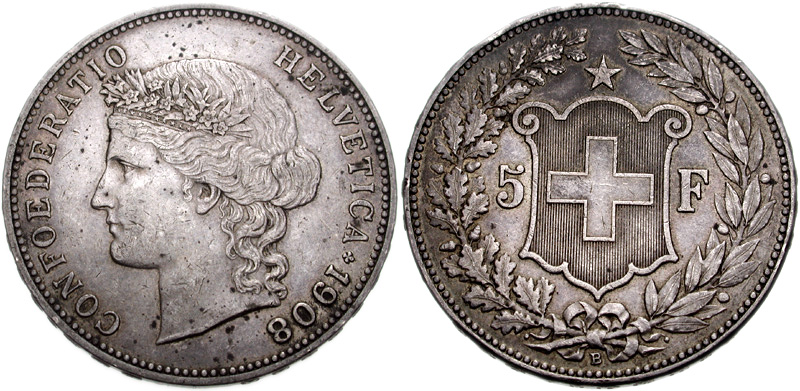
5 švýcarských franků

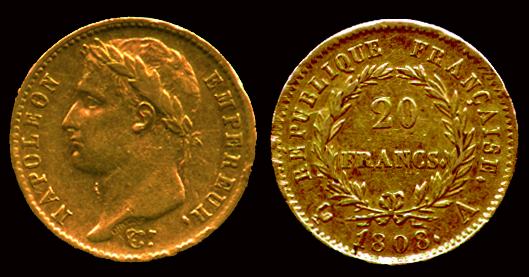
20 francouzských franků

Latinská měnová unie byl jednotný systém mincí několika evropských států, který vytvářel do jisté míry měnovou unii. Odpovídající mince měly stejný obsah kovu o dané ryzosti a byly proto směnitelné v poměru 1:1, menší mince do hodnoty 5 franků byly raženy ze stříbra, mince v hodnotách 10, 20, 50 a 100 franků ze zlata. Unie byla formálně založena v roce 1865 a zanikla v roce 1927. Hlavními důvody jejího rozpadu byl pokles ceny stříbra a vzestup používání bankovek. Řada dalších států razila mince se stejnými specifikacemi, přestože nebyly formálně členy unie.

## Historie
Unii formálně založily v roce 1865 Druhé Francouzské císařství, Italské království, Belgické království a Švýcarská konfederace. V roce 1868 se oficiálně přidalo Řecké království. Své národní měny dle standardu této měnové unie upravily i Španělské království, Rumunské království, Srbské království, Bulharské knížectví, Venezuela a San Marino, třebaže nebyly oficiálními členy unie. Ve Spojeném království byl zvažován návrh na snížení obsahu zlata v jedné libře šterlinků, aby se její hodnota rovnala 5 frankům, nebyl však přijat.
Unie se prakticky zhroutila v době první světové války. Formálně byla rozpuštěna 1. ledna 1927 po vystoupení Třetí francouzské republiky a Belgického království v roce 1926.

## Obsah drahých kovů v mincích
Obsah drahého kovu v jednotce každé členské národní měny byl stanoven na 4,5 gramu stříbra, případně 0,290322 gramu zlata (9/31 gramu), poměr zlata ke stříbru byl tedy 1:15,5. Tyto parametry měl francouzský frank již od roku 1803. Ještě před oficiálním založením unie v roce 1830 přijala frank s danými specifikacemi Belgie a v roce 1848 Švýcarsko. Itálie se připojila v roce 1861, zachovala však název měny lira.
Součástí dohody byly mince v hodnotách ½, 1, 2, 5, 10, 20, 50 a 100 jednotek (ve Francii, Belgii, Švýcarsku franky, v Itálii liry, v Řecku drachmy). Mince hodnot nižších než polovina jednotky neměly jednotnou specifikaci.
| Hodnota    | Materiál (ryzost)  | Hmotnost   | Průměr  |
| ---------- | ------------------ | ---------- | ------- |
| 1 centim   | bronz              | 1 g        | 15 mm   |
| 2 centimy  | bronz              | 2 g        | 20,2 mm |
| 5 centimů  | bronz              | 5 g        | 25 mm   |
| 10 centimů | bronz              | 10 g       | 30 mm   |
| 20 centimů | stříbro (835/1000) | 1 g        | 16 mm   |
| 50 centimů | stříbro (835/1000) | 2,5 g      | 18 mm   |
| 1 frank    | stříbro (835/1000) | 5 g        | 23 mm   |
| 2 franky   | stříbro (835/1000) | 10 g       | 27 mm   |
| 5 franků   | stříbro (900/1000) | 25 g       | 37 mm   |
| 10 franků  | zlato (900/1000)   | 3,2258 g   | 19 mm   |
| 20 franků  | zlato (900/1000)   | 6,45161 g  | 21 mm   |
| 50 franků  | zlato (900/1000)   | 16,12903 g | 28 mm   |
| 100 franků | zlato (900/1000)   | 32,25806 g | 35 mm   |